# Тетроза
Тетроза е монозахарид с четири въглеродни атома. Има или алдехидна функционална група при първия въглероден атом (С1')- (алдотетроза) или кетонова функционална група при С2' (кетотетроза).
- D-Еритроза
- D-Треоза
- D-Еритрулоза

Алдотетрозите имат два хирални центъра („асиметрични въглеродни атома“) и следователно четири стереоизомера. В природата се срещат два стереоизомера.
Енантиомерите на еритроза и треоза имат само D конфигурация, но не и L-енантиомери. Кетозите имат само един хирален център и са възможни само два стереоизомера: еритрулоза (L- и D-форма). Отново самоD-енантиомера се среща в естествени условия.